# Camilla von Rosenborg
Camilla Alexandrine Kristine von Rosenborg (* 29. Oktober 1972 in Frederikssund) ist eine dänische Adelige, die in Dänemark wegen ihrer Verwandtschaft mit dem dänischen Königshaus sowie durch Interviews und Auftritte im Fernsehen einer breiten Öffentlichkeit bekannt ist.

## Herkunft und Familie
Camilla von Rosenborg ist die Tochter von Graf Christian von Rosenborg und Gräfin Anne Dorte von Rosenborg. Ihr Vater war der zweite Sohn von Erbprinz Knut von Dänemark, einem Sohn von König Christian X. von Dänemark und Alexandrine zu Mecklenburg, und dessen Frau Erbprinzessin Caroline Mathilde von Dänemark, einer Tochter von Prinz Harald von Dänemark und Prinzessin Helena von Schleswig-Holstein-Sonderburg-Glücksburg. Camilla von Rosenborg ist eine Cousine 2. Grades des dänischen Königs Frederik X. Sie wuchs mit ihrer Zwillingsschwester Josephine und ihrer jüngeren Schwester Feodora in der Villa ihrer Urgroßmutter Prinzessin Helena im Kopenhagener Vorort Holte auf. 1991 zog die Familie auf das königliche Schloss Sorgenfri um. 1995 heiratete Camilla von Rosenborg den Bürgerlichen Mikael Rosanes (* 1952) und verlor dadurch ihren Titel Komtesse, sie behielt jedoch ihren Nachnamen von Rosenborg (dänisch af Rosenborg).
Camilla von Rosenborg und Mikael Rosanes haben vier Kinder:
- Anastasia Caroline Amalie af Rosenborg (* 1997)
- Ludwig Christian Mikael af Rosenborg (* 2000)
- Leopold Christian Ingolf af Rosenborg (* 2005)
- Theodor Christian Emanuel af Rosenborg (* 2008)

Die Ehe wurde 2016 geschieden.
2018 heiratet Camilla von Rosenborg den dänischen Bürgerlichen Ivan Ottesen. Die Trauung fand in der Kirche von Lyngby statt.

## Thronfolge
Camilla von Rosenborg wird in der britischen Thronfolge geführt, da sie über ihre Großmutter väterlicherseits, Erbprinzessin Caroline Mathilde, eine Nachfahrin des englischen Königs Georg II. ist. Auch ihre vier Kinder werden in der britischen Thronfolge geführt. Auf der Liste der dänischen Thronfolger wird Camilla von Rosenborg nicht geführt, weil ihr Vater aufgrund seiner Heirat mit einer Bürgerlichen seinen Platz in der dänischen Thronfolge verloren hat.

## Rolle in der Öffentlichkeit
Camilla von Rosenborg, die ein bürgerliches Leben in einem Kopenhagener Vorort führt, nimmt an größeren Veranstaltungen des Königshauses teil, so zum Beispiel an der Hochzeit des dänischen Thronfolgerpaares Frederik von Dänemark und Mary Donaldson im Jahr 2004 und an den Feiern zum 40. Thronjubiläum von Königin Margrethe II. im Jahr 2012.
Camilla von Rosenborg ist durch die Presse und das Fernsehen einer breiten Öffentlichkeit bekannt.
2010 trat sie bei Das perfekte Promi-Dinner im dänischen Sender TV3 auf, gemeinsam mit unter anderem Lasse Spang Olsen und Michel Castenholt. 2010 war sie außerdem, zusammen mit ihrer Zwillingsschwester Josephine, Gast der Nachrichtensendung Go’ morgen Danmark auf TV2, und sie war in weiteren Talkshows zu sehen.
2012 begleitete der Sender TV3 Camilla von Rosenborg und ihren ältesten Sohn Ludwig bei dessen Tanz-Ausbildung, die er beim dänischen königlichen Ballett erhält.
2015 sendete der Kanal der Zeitschrift Billed Bladet ein weiteres gemeinsames Interview von Camilla und Josephine von Rosenborg.
2017 wurde Camilla von Rosenborg in einer großen Reportage des dänischen Fernsehsenders Kanal 5 porträtiert. Hierfür wurde sie in ihrem Alltag begleitet von Niels Christian Meyer, einem der bekanntesten dänischen Moderatoren. Außerdem nahm Camilla von Rosenborg 2017 erneut bei Das perfekte Promi-Dinner teil und traf dabei unter anderem auf den Schauspieler Joakim Ingversen.
2020 sendete Danmarks Radio die vierteilige Geschichtsdokumentation Warum ist Ludwig nicht König? (dänisch: Hvorfor er Ludwig ikke konge?). Camilla von Rosenborg und ihr Sohn Ludwig erforschen in vier Folgen, warum Ludwig und andere Angehörige der Rosenborg-Linie nicht den dänischen Thron erben, obwohl Ludwigs Urgroßeltern Prinz Knut und Prinzessin Caroline-Mathilde von 1947 bis 1953 das Thronfolgerpaar bildeten. Die Serie erhielt ein breites Medienecho.
2020 moderierte Camilla von Rosenborg außerdem die mehrteilige Geschichtsdokumentation Christian X. und die verschwundenen Armenbriefe (dänisch: Christian 10. og de forsvundne fattigbreve). In dieser Serie erforscht Camilla von Rosenborg historische Schicksale aus der Zeit von König Christian X. und verknüpft diese mit dänischen Familien der Gegenwart.